# De jonge kapitein
De jonge kapitein (Frans: Le jeune capitaine) is het 18e album uit de Belgische stripreeks Roodbaard van Jean-Michel Charlier en Victor Hubinon.
Het stripalbum werd in 1981 uitgebracht en bevat drie afzonderlijke verhalen. Het titelverhaal De jonge kapitein dateert uit 1962 en is een rechtstreeks vervolg op album #2 ,De schrik van de zeven zeeën. Dit verhaal wordt vervolgd in album #17, De kapitein zonder naam. De andere twee verhalen spelen zich chronologisch af vóór het eerste album, Het gebroken kompas.

## Het verhaal

### De jonge kapitein
Erik vaart met het schip de Belle Jeanne naar de Afrikaanse kust. Hier wordt een bemanningslid gegijzeld door de inlandse Batateken-stam. Het blijkt dat kort tevoren een Spaanse slavenhaler een groot aantal vrouwen en kinderen van deze stam heeft ontvoerd. Erik moet hen zien te bevrijden als hij zijn bemanningslid terug wil zien. Hij ontdekt het schip wat verderop aan de kust en kan uiteindelijk de gevangenen bevrijden. Het geconfisqueerde Spaanse schip verkoopt hij in Lissabon, waarna hij naar Saint-Malo, de thuishaven van de Belle Jeanne vaart. Hier ontmoet hij zijn vader Roodbaard, die hem zijn geboortenaam onthult: hij heet Thierry de Montfort, de enige erfgenaam van een van de rijkste adellijke geslachten in Frankrijk.

### Het goud van de San Cristobal
Tijdens een kroeggevecht op Tortuga wordt een oude man neergeschoten. Roodbaard verzorgt hem en de man vertelt hem over een goudschat: hij was de enige overlevende van de San Cristobal, het vlaggenschip van de Spaanse zilvervloot dat na een muiterij in een verscholen kreek ontplofte. De jonge Roodbaard heeft geen geld om een schip uit te rusten en wendt zich tot Don Jorge. Deze rust een schip voor hem uit. Roodbaard zoekt een bemanning bij elkaar en ontmoet hierbij ook Driepoot. Hij vindt de schat maar stuit dan op het schip van Don Jorge, die hem achterna gekomen is en de hele schat voor zichzelf wil. Hij heeft ervoor gezorgd dat de kogels voor Roodbaards kanonnen te groot zijn, zodat deze zich niet kan verdedigen. Maar Roodbaard besluit de kanonnen met goudstukken te laden. Het salvo doodt Don Jorge en Roodbaard is een rijk man.

### Roodbaard contra de Cobra
De Cobra, de leider der vrijbuiters op Tortuga, eist de helft van de buit van Roodbaards nieuwe plundertocht. Roodbaard moet wel akkoord gaan en samen varen ze naar de Straat Yucatan, waar Roodbaard het Spaanse oorlogsschip San Juan wil veroveren. Met een list weet hij het Spaanse galjoen te veroveren en met dit schip zeilt hij brutaal de Spaanse havenstad Veracruz binnen. De San Juan moest het zilverschip Estrella naar Spanje escorteren, en dat is precies wat Roodbaard ook doet, althans tot ze op open zee zijn. Hier veroveren ze het zilverschip, maar dan wil de Cobra ineens alles. Met een listige zet van Driepoot wordt de Cobra onschadelijk gemaakt.